# پائول رابینسون (بازیکن فوتبال، زاده ۱۹۷۱)
پائول رابینسون (انگلیسی: Paul Robinson؛ زادهٔ ۲۱ فوریهٔ ۱۹۷۱) بازیکن فوتبال در پست مهاجم اهل انگلستان است.

## باشگاهی
از باشگاه‌هایی که در آن بازی کرده‌است می‌توان به باشگاه فوتبال بری، باشگاه فوتبال چلتنهام تاون، و باشگاه فوتبال پلیموث آرگیل اشاره کرد.